# 米爾巴尤鎮區 (阿肯色州阿肯色縣)
米爾巴尤鎮區（英語：Mill Bayou Township）是位於美國阿肯色州阿肯色縣的一個行政鎮區。

## 地方資料
米爾巴尤鎮區的面積為162.24平方千米，當中陸地面積為153.15平方千米，而水域面積為9.09平方千米。根據2010年美國人口普查的數據，當地共有人口550人，而人口密度為每平方千米3.39人。